# القفلة (الضالع)
القفلة هي إحدى قرى الجمهورية اليمنية. وهي تتبع جغرافيًا لمحافظة الضالع. وإداريًا لمديرية قعطبة. يبلغ تعداد سكانها 1113 نسمة حسب الإحصاء الذي جرى عام 2004.